# Спата
Спата (лат. spatha) — прямой и длинный обоюдоострый меч, размером от 75 см до 1 м, использовавшийся на территории Римской империи c I по VI века нашей эры.

## История
Спата использовалась преимущественно как оружие пешего бойца, но спата стала применяться и конницей галлов, овладевших к тому моменту верховой ездой. А позже и римской конницей, что особенно понятно, если учесть, что с I века до нашей эры именно из галлов она и состояла. От римлян спата попала на вооружение франков, которыми сохранялась в неизменности вплоть до VIII века. Была популярна у германцев в V веке. Римские военные мастерские на Рейне массово выпускали спаты.
Первоначально спата была рубящим мечом с закруглённым или прямоугольным концом, с длиной клинка до метра. Кельты (галлы) использовали её в строю (Записки о Галльской войне). Галлы были восхищены колющими свойствами гладиуса и снабдили спату остриём (хотя эта версия представляется достаточно фантастичной, на самом деле спата в раннем средневековье могла иметь как заострённый, так и круглый конец, тогда как к XI веку мечи стали в основном рубящие из-за того, что доспехи того времени легко разрубались мечом). Колющая форма гладиуса была обусловлена невозможностью наносить эффективные рубящие удары в сомкнутом римском строю (с техникой боя в сомкнутом строю связана и малая длина гладиуса). Вне сомкнутого пехотного строя гладиус по всем параметрам сильно уступал кельтским или германским мечам. Фактически спата, принятая римлянами в III веке для пехоты, была неким компромиссом между гладиусом и варварскими длинными спатами, причём таким удачным, что стала основным мечом Великого Переселения Народов и трансформировалась в мечи вендельского и каролингского типов. В XIII—XIV веках из-за изобретения новых сортов стали и способов её обработки доспехи могли хорошо защищать от рубящих ударов и средневековые мечи стали делать в большей степени колющими, чем рубящими, в результате чего главным приёмом при бое на мечах стали колющие удары в сочленения доспехов.
Модифицированная спата представляла собой сравнительно компактный рубяще-колющий меч массой до 2 кг, с клинком шириной 4—5 см и длиной от 60 до 80 см. Для боя в сомкнутом строю спата годилась хуже гладиуса, но сочетала бо́льшие возможности ведения индивидуального боя с удобством ношения и могла, в принципе, ввиду своего относительно небольшого веса и низко расположенного центра тяжести, использоваться как всадником на седле со стременами, так и без стремени (особенно в рогатом римском седле). Поскольку главным (и часто единственным) строем Великого Переселения и Тёмных веков была стена щитов или клин, то неудобство спаты в строю было не важным — когда в дело шли мечи, строй был уже далеко не монолитен, а наличие острия помогало хоть и хуже, чем гладиусом, работать в строю.

### В Византии
Восточная Римская империя сохраняла спату на вооружении ещё в течение многих веков после падения Западной Римской империи. Латинское «spatha» элленизировалось в греческое «σπαθίον». Восточно-европейскими византологами принято учитывать фонетические особенности среднегреческого, которому Рейхлиново произношение ближе, чем Эразмово, потому σπαθίον правильнее переводить не «спатион», и не «спата», а «спафий».
Длина спафия вместе с рукоятью составляла 90 см, он имел обоюдоострое лезвие. В трактате «Praecepta Militaria», приписываемый императору Никифору II Фока (965 год), указывалось, что тяжёлый конник-катафракт должен иметь при себе и спафий, и меч-саблю парамирий. При этом спафий подвешивался на плечевой перевязи, свисая почти вертикально, тогда как парамирий подвешивался к поясу на двух точках подвески, которые находились на ножнах со стороны обуха, так что он располагался почти горизонтально с небольшим наклоном. Такой способ ношения позволял катафрактам вынимать любой клинок на выбор..
- Алеманнская спата V века с золотой рукоятью.
- Современная реконструкция кавалерийской спаты.
- Четыре тетрарха. 1-я половина IV века.
- Лангобардская спата, V век.
- Надгробные памятники римских всадников (легионеры и ауксиларии, сигнифер и турма) из Германии, датируемые примерно III веком.